# Mana (Ivanjica)
Pour les articles homonymes, voir Mana.
Mana (en serbe cyrillique : Мана) est un village de Serbie situé dans la municipalité d’Ivanjica, district de Moravica. Au recensement de 2011, il comptait 190 habitants.

## Démographie
| 1948 | 1953 | 1961 | 1971 | 1981 | 1991 | 2002 | 2011 |
| ---- | ---- | ---- | ---- | ---- | ---- | ---- | ---- |
| 268  | 291  | 302  | 274  | 258  | 237  | 227  | 190  |

|  |